# Caterina Mas i Porcell
Catalina Mas i Monfredi, coneguda com a Caterina Mas i Porcell, esmentada també amb el nom italianitzat de Catterina i sovint amb el cognom Mas-Porcell (Barcelona, ca. 1820, ibídem, 4 d'abril de 1887), fou una soprano catalana que va fer-se un lloc entre les cantants més reconegudes de l'època i una de les estrelles del Gran Teatre del Liceu de Barcelona durant quatre dècades (1838-1878).
Va néixer a Barcelona al voltant de 1820, segons la inscripció de defunció del 1887, que indica que tenia 67 anys en morir.
Molts especialistes parlen d'ella com a "soprano catalana", però també és possible que fos mallorquina. Va cantar al Teatre Principal de Palma diverses vegades, dirigida pel mestre Joan Goula, que des del 1866 es va fer càrrec d'aquest teatre, però la seva carrera la va desenvolupar bàsicament al Liceu de Barcelona. L'any 1838 va interpretar Gli Arabi nelle Gallie de Pacini, Zelmira de Rossini, La straniera de Bellini, Il Conte d'Essex de Mercadante, La Caritea de Mercadante, Gemma di Vergy de Donizetti, Zampa d'Hérold, Il giuramento de Mercadante. Diverses d'aquestes representacions n'eren les estrenes. Després de cada concert sempre rebia crítiques positives. Aben-Abulema (pseudònim de Joan Cortada i Sala) va escriure al Diario de Barcelona del 28 de maig de 1839: "la Sra Mas canta amb gust, la seva veu és molt agradable, sent el que cal i fa sentir als que l'escolten. En la seva línia és una cantant que agrada i amb raó".
Va contraure matrimoni amb el compositor, tenor i director d'orquestra Francesc Porcell i Guàrdia l'any 1836. La seva filla Isolina Porcell i Mas, nascuda a Barcelona en 1837, va ser també cantant del Liceu, com a comprimària. Va morir de tuberculosi el 23 de setembre de 1865.
Caterina Mas va morir de càncer interino el 4 d'abril de 1887 a Barcelona.